# Erhard Loretan
Erhard Loretan (28 de abril de 1959, Bulle - 28 de abril de 2011, Grünhorn) fue un alpinista suizo, descrito a menudo como uno de los mejores montañeros de todos los tiempos.

## Biografía
Loratan nació en Bulle, en el cantón de Friburgo. Se formó como carpintero ebanista (1979) y guía de montaña (1981), comenzó su carrera de escalador a la edad de 11 años.
Después de Reinhold Messner y de Jerzy Kukuczka, Loratan fue la tercera persona en escalar los 14 ochomiles (el segundo sin oxígeno), hazaña que logró a la edad de 36 años. Hizo su primera expedición en los Andes en 1980 y comenzó su conquista de los picos de 8,000 metros (26,247 pies) en 1982 con el peligroso Nanga Parbat. 13 años después, en 1995, escaló el último de ellos, el Kanchenjunga. En 1986, junto a Jean Troillet, completa una revolucionaria ascensión al monte Everest en solo 40 horas, escalando de noche y sin oxígeno suplementario.
En 2003, fue condenado por el homicidio de su hijo de siete meses, después de sacudirlo por un breve tiempo para que dejara de llorar, a finales del año 2001. Recibió una sentencia suspendida de cuatro meses. En ese momento, el síndrome del niño sacudido (SBS) era poco conocido, pero decidió revelar su nombre a la prensa con la esperanza de que otros padres pudieran evitar un drama similar. La publicidad del caso aumentó la conciencia del peligro de sacudir a los niños debido a la debilidad de los músculos del cuello.

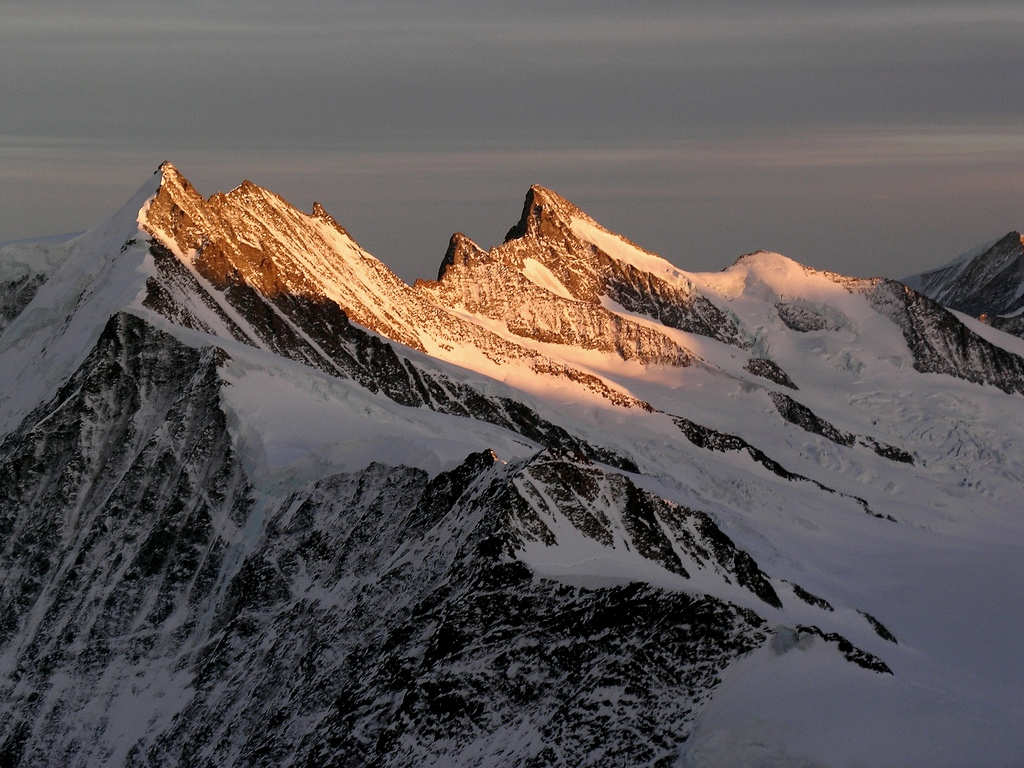
Fiescherhorn y Grünhorn en los Alpes

En abril de 2011, Loretan y su compañera Xenia Minder estaban emprendiendo el ascenso del Grünhorn en los Alpes suizos cuando Minder resbaló. La cuerda que los mantenía juntos los arrastró a una caída de 200 metros. Minder fue trasladada vía aérea a un hospital con heridas graves, pero Loretan no sobrevivió. Falleció en su cumpleaños número 52.

## Sus ochomiles
- Nanga Parbat - (1982)
- Dhaulagiri - (1985)
- Gasherbrum II - (1983)
- Everest - (1986)
- Gasherbrum I - (1983)
- Cho Oyu - (1990)
- Broad Peak - (1983)
- Shishapangma - (1990)
- Manaslu - (1984)
- Makalu - (1991)
- Annapurna - (1984)
- Lhotse - (1994)
- K2 - (1985)
- Kangchenjunga - (1995)